# Peni aukcije
Peni aukcija je tip aukcije gde svi učesnici moraju da plate da bi mogli da daju ponude. Svaka ponuda diže cenu za mali iznos. Aukcija se završava nakon što neko vreme, obično 10 do 20 sekundi niko nije ponudio višu cenu; pobednik je onaj ko je dao poslednju ponudu i on dodatno plaća finalnu cenu, koja može biti značajno niža od tržišne cene za predmet sa aukcije. Aukcijska kuća zarađuje na dva načina: od cene svakog čipa, odnosno cene učešća i od isplate finalne cene, što je u zbiru obično mnogo više nego vrednost predmeta. Ovakve aukcije se obično održavaju na Internetu, ređe uživo.

## Kako to funkcioniše
Učesnici aukcije plaćaju obično bespovratni iznos za kupovinu čipova. Svaki od čipova povećava cenu predmeta za mali iznos, kao što je jedan peni (0.01 USD ili 0.01 GBP) i produžava vreme trajanja aukcije za nekoliko sekundi. Cene čipova zavise od sajta i količine, ali su generalno 10-150 puta više od iznosa za koji podižu cenu na aukciji. Aukcijska kuća dobija novac od kupovine čipova, plus finalnu cenu proizvoda.
Na primer, ako predmet košta 1000 (dolara, eura, funti...) i proda se za finalnu cenu od 60, a svaki čip košta 1 i diže cenu za 0.01, aukcijska kuća dobija 6000 za 6000 čipova i 60, što je finalna cena, dakle, ukupno 6060. Njihov profit je 5060. Ako je pobednik aukcije upotrebio 150 čipova da osvoji aukciju, on je platio 150 za čipove plus 60 za finalnu cenu, što je ukupno 210 i uštedeo je 790. Svi ostali učesnici zajedno plaćaju razliku od 5850, a ne dobijaju ništa.

## Kritika
Zbog mogućnosti da učesnici potroše mnogo novca i izgube aukciju, ili potroše više nego što je tržišna cena predmeta koji su osvojili, neki analitičari kritikuju model ili ga porede sa kockanjem, čak i kada se odvija bez varanja. Better Business Bureau (BBB) upozorava da, iako nisu svi peni aukcija sajtovi prevare, neki od njih su istraživani zbog onlajn kockanja. BBB preporučuje da se upoznate sa načinom na koji aukcija funkcioniše, postavite sebi budžet i budete spremni da odustanete pre nego što potrošite više nego što ste planirali.
Potencijalne zloupotrebe koje mogu da dovedu učesnike do toga da potroše više novca uključuju učesnika (može biti čovek ili software) koji iznosi ponude čime stimuliše regularne učesnike da nastave sa aukcijom ili naprosto neslanje osvojenog predmeta nakon što je za njega plaćeno.
Peni aukcije su često pod istragom i nekoliko ih je bilo zatvoreno. Ukoliko želite da okušate sreću na peni aukcijama, uvek tražite one koji imaju BBB serfitikat, odnosno akreditovani su od strane Better Business Bureau i pročitajte savete kako osvojiti peni aukcije, koji su često dostupni online.

## Literatura
- "QuiBids.com Reviews – Legit or Scam? Архивирано 2013-02-01 на сајту ". Reviewopedia.com. Retrieved 13 November 2012.
- Penny auction site MadBid secures £4m funding from Atomico Ventures
- http://www.codinghorror.com/blog/archives/001196.html Архивирано на веб-сајту  (6. фебруар 2010)
- Gimein, Mark (2009-07-12). "The Big Money: The Pennies Add Up at Swoopo.com". The Washington Post. Retrieved 2010-04-26.
- http://www.codinghorror.com/blog/archives/001261.html Архивирано на веб-сајту  (11. фебруар 2010)
- http://technologizer.com/2008/09/17/is-swoopo-nothing-more-than-a-well-designed-gimmick/
- An iPad for $2.82, or illegal gambling?
- BBB Names Top Ten Scams of 2011
- PennyAuctionWatch article on Pennybiddr Архивирано на веб-сајту  (19. јул 2013)
- Most online penny auctions just don't make any sense
- Craigslist users fight surprise $89 charges from penny auction site
- Earn With Penny Auctions